# Pérouges
Pérouges település Franciaországban, Ain megyében. Lakosainak száma 1382 fő (2022. január 1.). Pérouges Béligneux, Bourg-Saint-Christophe, Charnoz-sur-Ain, Faramans, Meximieux, Saint-Éloi és Saint-Jean-de-Niost községekkel határos.

## Népesség
A település népességének változása:
| Lakosok száma | 489  | 658  | 851  | 1189 | 1206 | 1205 | 1201 | 1273 | 1309 | 1382 |
|               | 1968 | 1982 | 1990 | 2006 | 2013 | 2015 | 2017 | 2019 | 2020 | 2022 |